# 萨斯塔马拉
萨斯塔马拉（芬蘭語：Sastamala）是芬兰皮尔坎马区使用“城市”称呼的市镇。该市镇是在2009年1月1日由万玛拉、莫希耶尔维和埃采三个市镇合并而成的。2013年初基科伊宁市镇也合并至该市。
萨斯塔马拉的总面积为1531.74平方公里，其中水域面积为102.59平方公里。2023年12月底时居民人口为23,514。